# کوکوی دم‌دراز زیتونی
کوکوی دم‌دراز زیتونی (نام علمی: Cercococcyx olivinus) گونه‌ای از کوکوها از تیرهٔ کوکویان (Cuculidae) است که در سراسر جنگل‌های بارانی استوایی آفریقا یافت می‌شود.
لانه‌هایش را روی زمین می‌گذارد و در تاج درختان غذا می‌جوید.
کوکوهای دم‌دراز زیتونی به صورت گروهی جمع نمی‌شوند.